# Петровский сельсовет (Курганская область)
Петровский сельсовет — упразднённые административно-территориальная единица и муниципальное образование (сельское поселение) в Щучанском районе Курганской области Российской Федерации.
Административный центр — село Петровское.
9 января 2022 года сельсовет был упразднён в связи с преобразованием муниципального района в муниципальный округ.

## История
Статус и границы установлены Законом Курганской области от 3 декабря 2004 года № 893 «Об установлении границ муниципального образования Петровского сельсовета, входящего в состав муниципального образования Щучанского района».

## Население
| 1989 | 2002 | 2004 | 2010 | 2012 | 2013 | 2014 |
| ---- | ---- | ---- | ---- | ---- | ---- | ---- |
| 944  | ↘620 | →620 | ↘404 | ↘372 | ↗378 | ↘355 |
| 2015 | 2016 | 2017 | 2018 | 2019 | 2020 |      |
| ↘342 | ↘326 | ↘320 | ↘310 | ↘300 | ↘291 |      |

## Состав сельского поселения
| № | Населённый пункт   | Тип населённого пункта       | Население |
| - | ------------------ | ---------------------------- | --------- |
| 1 | Колмаково-Миасское | село                         | ↘57       |
| 2 | Наумовка           | деревня                      | ↘58       |
| 3 | Петровское         | село, административный центр | ↘289      |